# Ртищівське газоконденсатне родовище
Ртищівське газоконденсатне родовище — належить до Північного борту нафтогазоносного району Східного нафтогазоносного регіону України.

## Опис
Розташоване в Харківській області на відстані 15 км від м. Чугуїв.
Знаходиться в південно-східній частині північному борту Дніпровсько-Донецької западини в межах Харківської структурної затоки.
Структура виявлена в 1974 р. Складка являє собою брахіантикліналь субширотного простягання розмірами по ізогіпсі — 3450 м 3,5х1,8 м, амплітуда близько 200 м. Її півн. крило та зах. перикліналь порушені скидом амплітудою 150 м. Складка розчленована на 3 блоки. В 1979 р. з відкладів верхньовізейського під'ярусу з інт. 3385-3392 та 3399-3407 м отримано фонтан газу і конденсату дебітом 344 тис. м3 і 15,2 т на добу відповідно через штуцер діаметром 10 мм.
Поклади пластові, склепінчасті, тектонічно екрановані та літологічно обмежені. Режим покладів — газовий. Колектори — пісковики.
Експлуатується з 1992 р. Запаси початкові видобувні категорій А+В+С1: газу — 1002 млн. м³; конденсату — 32 тис. т.